# Rivesaltes
Rivesaltes (Ribesaltes in catalano) è un comune francese di 8 482 abitanti situato nel dipartimento dei Pirenei Orientali nella regione dell'Occitania.

## Società

### Evoluzione demografica
Abitanti censiti